# 스트리밍
스트리밍(영어: streaming)은 주로 소리(음악)나 동영상 등의 다중매체 파일을 전송하고 재생하는 방식의 하나이다.
보통 파일은 내려받고 난 뒤에 여는 작업을 하지만, 동영상과 같이 크기가 큰 파일을 재생할 때에는 내려 받는 데에 시간이 오래 걸릴 수 있다. 파일을 다운로드하는 것과 더불어 재생을 함으로써 기다리는 시간을 크게 줄일 수 있다.
이 기술을 응용한 라이브스트리밍이란 기술도 있다. DV 카메라 등을 사용해 컴퓨터 네트워크 위에 스트리밍하여(스트리밍-streaming-은 "흘리다"라는 뜻) 실시간 중계가 가능하게 하는 것이다. 이에 따라 혜성을 비롯한 천체의 영상, 아마추어 밴드의 라이브 영상, 형무소의 안의 수감자 현황까지 실시간으로 현재의 상황을 파악하기가 매우 쉬워졌다.

## 역사
컴퓨터에 의한 미디어의 발전은 20세기 중반의 컴퓨터 역사에서 비롯된다. 그러나, 비용이 많이 들고 컴퓨터 하드웨어의 성능이 낮아서, 여러해 동안 큰 진전을 보여주지는 못했다.
1970년대의 학술 실험은 컴퓨터에 스트리밍의 기본 개념과 이용성을 증명해 냈다.
- 필요한 데이터 속도를 뒷받쳐 줄 충분한 CPU 전력과 버스 대역폭을 가지고 있을 것
- 운영 체제에서 낮은 레이턴시 인터럽트의 경로를 만들어 버퍼 언더런을 막을 것

그러나, 컴퓨터 네트워크는 여전히 제한이 있어서, 미디어는 보통 시디롬과 같은 "스트리밍 비지원" 채널을 통해 보급되어야 했다.
1990년대의 말에는 다음과 같은 일들이 있었다:
- 네트워크 대역폭이 더 넓어졌다.
- 인터넷과 같은 네트워크로의 접근이 늘었다
- TCP/IP, HTTP, HTML과 같은 표준 프로토콜과 포맷을 사용한다.
- 인터넷이 상업화된다.
- 스트리밍이라는 개념이 확립되었다.

이렇게 컴퓨터 네트워크가 발전하면서 더 강력한 가정용 컴퓨터와 현대의 운영체제를 소비자에게 실용적일 만큼으로 스트리밍과 결합하게 되었다. 독립 인터넷 라디오 장치들은 라디오 방송을 듣는 사람들에게 컴퓨터가 없더라도 오디오 스트림을 들을 수 있는 옵션을 제공하였다.
보통, 멀티미디어 콘텐츠는 크기 때문에 미디어를 저장하고 전달하는 데에 드는 비용은 크다고 할 수 있다. 따라서 이를 줄이려면 스트리밍 방식을 사용하여 저장하여 압축을 하는 것이 보통이다.
스트리밍을 주문형 방송(demand), 라이브(live), 생방송이라고도 부른다. 이러한 스트림들 위에 오랜 시간 동안 서버에 저장이 되며 사용자의 요청에 따라 자료를 전송할 수 있다. 라이브 스트림은 또한 특정한 시간대에만 사용할 수 있다. (이를테면, 라이브 스포츠 행사 때)
스트리밍에 대한 연구는 아직도 진행 중이며 대표적인 연구는 저널 오브 멀티미디어에서 찾을 수 있다.

## 프로토콜
오디오 스트림은 파일 크기를 더 작게 만들기 위해 MP3, Vorbis, AAC, Opus 등의 오디오 코딩 포맷을 사용하여 압축된다. 비디오 스트림은 파일 크기를 더 작게 만들기 위해 비디오 코딩 포맷을 사용하여 압축된다. 비디오 코딩 포맷에는 H.264, HEVC, VP8, VP9이 포함된다. 인코딩된 오디오와 비디오 스트림들은 MP4, FLV, WebM, ASF, ISMA 등의 컨테이너 비트스트림 내에 조합된다. 비트스트림은 어도비의 RTMP, RTP 등의 전송 프로토콜을 사용하여 스트리밍 서버에서 스트리밍 클라이언트(예: 인터넷이 연결된 랩톱이 있는 컴퓨터 사용자)로 전달된다. 2010년대에는 애플의 HLS, 마이크로소프트의 스무스 스트리밍(Smooth Streaming), 어도비의 HDS, 또 MPEG-DASH 등의 비사유 포맷 등의 기술들이 등장하여 사유 전송 프로토콜을 사용하지 않고도 HTTP를 통한 가변 비트레이트 스트리밍을 가능케 하였다. 스트리밍 전송 프로토콜을 사용하여 이벤트 베뉴(event venue)로부터의 비디오를 클라우드 트랜스코딩 서비스와 CDN으로 전송하기도 하며 여기에서 HTTP 기반 전송 프로토콜을 사용하여 비디오를 개개의 가정과 사용자들로 배급한다. 스트리밍 클라이언트(최종 사용자)는 MMS 또는 RTSP와 같은 제어 프로토콜을 사용하여 스트리밍과 통신할 수 있다.

## 같이 보기
- 라이브스트리밍
- 인터넷 라디오
- VOD
- 동영상
- P2P